# Wojciech Pomykało
Wojciech Franciszek Pomykało (ur. 1931) – polski pedagog, doktor habilitowany nauk społecznych w zakresie pedagogiki, nauczyciel akademicki Wyższej Szkoły Menedżerskiej w Warszawie, specjalista w zakresie teorii wychowania.

## Życiorys
Ukończył studia w Akademii Nauk Społecznych w Warszawie (1972). W 1976 uzyskał w Wyższej Szkole Pedagogicznej w Krakowie stopień naukowy doktora. W 1985 otrzymał stopień doktora habilitowanego w Instytucie Pedagogiki Ogólnej Akademii Nauk Pedagogicznych ZSRR.
W latach 1961–1989 redaktor naczelny tygodnika „Oświata i Wychowanie” (od 1970 główny organ prasowy Ministerstwa Oświaty i Wychowania).
W latach 1996–2010 był rektorem założonej przez siebie Wyższej Szkoły Społeczno-Ekonomicznej w Warszawie. Pracował w Wyższej Szkole Menedżerskiej w Warszawie na stanowisku profesora.

## Wybrane publikacje
- Ojciec chrzestny faszyzmu : kartki z dziejów watykańskiej polityki zagranicznej (1955)
- Polacy w Rosji wobec rewolucji październikowej : marzec 1917 – listopad 1918 r. : materiały i dokumenty / wybrał i oprac. Wojciech Pomykało (1957)
- Kościół katolicki w Polsce Ludowej (1965)
- Państwo a Kościół w Polsce Ludowej : 1944–1956 (1966)
- Laicyzacja – ale jaka? (1966)
- U źródeł polityki „pojednania” (1966)
- Filozofia człowieka w świetle głównych tendencji ideowo-moralnych współczesności : [materiały szkoleniowe] (1967)
- Kościół milczenia? : Kościół rzymskokatolicki w Polsce Ludowej (1967)
- Ideologia i światopogląd w wychowaniu (1968)
- Patriotyzm, ideologia, wychowanie : dyskusja na temat patriotycznego i internacjonalistycznego wychowania (1968)
- Rewolucja po kubańsku (1970)
- 10 razy o problemach laicyzacji (1971)
- Mała encyklopedia pedagogiczna (red. nauk. wspólnie z Marianem Jakubowskim, 1971)
- Socjalistyczna strategia wychowawcza (1973)
- Dorobek i perspektywy regionów i oświaty (red. nauk., 1974)
- Demokratyczny ideał wychowawczy (1977)
- Kształtowanie ideału wychowawczego w PRL (1977)
- Spór o ideał Polaka (1986)
- Vademecum dla rodziców : dzieci od lat 6 do 10 (red. nauk., 1987)
- Szkoła przyszłości (1989)
- Encyklopedia pedagogiczna (red. nauk., 1993)
- Encyklopedia biznesu. T. 1-2 (1995)
- O mądrości, światopoglądzie i osobowości (2004)
- Pod górkę : pamiętnik i refleksje naukowe z lat 1945-2012 wewnątrzpartyjnego dysydenta, zwolennika fundamentalnych zmian ustrojowych III Rzeczpospolitej (2012)[1]
- Zagadki chińskiego sukcesu, pod redakcją naukową prof. Wojciecha Pomykało (2019)
- Człowiek przyszłości (2019)
- Wizje człowieka przyszłości (2020)
- Wyścig gigantów. Stan i wizja współzawodnictwa ChRL i USA (2021)

## Odznaczenia
- Złota Odznaka Honorowa Towarzystwa Przyjaźni Polsko-Radzieckiej (1968)[5]